# Karl-Heinz Berndt (Schriftsteller)
Karl-Heinz Berndt (* 2. März 1923 in Guben, Niederlausitz; † 21. April 1993; Pseudonyme: Lentz de Barrinkh, Kai Berg, H. von Bern, Karl-Heinz Berndt Guben, Berndt-Guben, K. H. Berndt-Guben, Berny Gubane, Berndt Guben, Carolus Heibe, J. J. van Johst, John B. King, Michel Pinscher, Will Turek) war ein deutscher Journalist und Schriftsteller.

## Leben
Karl-Heinz Berndt besuchte ein Gymnasium in Drossen, an dem er 1941 die Reifeprüfung ablegte. Anschließend wurde er zur Luftwaffe eingezogen. Im Verlauf des Krieges geriet er in amerikanische Kriegsgefangenschaft, die er größtenteils in den Vereinigten Staaten verbrachte. 1946 wurde er nach Freiberg/Sachsen entlassen. 1947 übersiedelte er aus der Sowjetischen Besatzungszone nach Frankfurt am Main. Dort begann er ein Studium der Germanistik und Klassischen Philologie, das er jedoch nach kurzer Zeit zugunsten journalistischer Tätigkeit abbrach. Während der Berliner Luftbrücke arbeitete er als Helfer in der Luftbrückenküche und hatte jeweils nach 16 Stunden Arbeit anderthalb Tage frei, die er auf das Schreiben verwendete. Das Ergebnis war der Wildwestroman Der Texasreiter, der 1949 im Anker Verlag veröffentlicht wurde. Das Honorar dafür musste er allerdings einklagen, wurde auf diese Weise bekannt und bekam eine Anstellung als Lokalreporter bei der Frankfurter Rundschau; daneben hatte er mit dem Schreiben von Trivialliteratur begonnen. Ab 1950 erschienen zahlreiche seiner Werke – meist aus den Genres Abenteuer-, Wildwest- und Kriminalroman – entweder in Heftform oder als Leihbuch. Sein größter Erfolg war die von 1952 bis 1954 in 23 Fortsetzungsbänden erschienene Abenteuer-Serie Der Pfeifer, die der Bamberger Karl-May-Verlag in den Sechzigerjahren in einer von Hans Wollschläger bearbeiteten Ausgabe wiederveröffentlichte.
In der zweiten Hälfte der Fünfzigerjahre hielt sich Karl-Heinz Berndt für längere Zeit als Austauschredakteur bei der Chicago Tribune in den Vereinigten Staaten auf; der Schwerpunkt seines literarischen Schaffens verlegte sich nunmehr auf das Verfassen von Gesellschaftsromanen. Ab 1963 war Berndt Redakteur im Studio Bonn des Zweiten Deutschen Fernsehens. In den darauffolgenden Jahren schränkte er seine schriftstellerische Tätigkeit ein, wobei der 1964 erschienene Roman Der Unheld als – laut Kritik durchaus gelungener – Versuch zu sehen ist, „ernsthafte“ Literatur zu schreiben. Berndt veröffentlichte von nun an seine Erzählungen, Essays und Gedichte vorwiegend in Anthologien.
Karl-Heinz Berndt war Mitglied der Industriegewerkschaft Medien und des Gabinete Literario de Las Palmas de Gran Canaria. Seit den 1960er Jahren lebte er vorwiegend in Bonn, später auch auf Gran Canaria. Er starb an einer Krebserkrankung.

## Werke
- Kreis der Unbestechlichen, Frankfurt am Main 1950
- Ein moderner Coyote, Frankfurt am Main 1950
- Der Texasreiter, Eulenthal 1950 (unter dem Namen K. H. Berndt)
- Tod im Paternoster, Frankfurt/Main 1950
- Der vergessene Mord, Frankfurt am Main 1950
- Der blutige Teppich, Frankfurt am Main 1951 (unter dem Namen J. J. van Johst)
- Flammen um Mitternacht, Hamburg 1951 (unter dem Namen J. J. van Johst)
- Der Omnibus des Todes, Hamburg 1951 (unter dem Namen J. J. Johst)
- Ein rätselhafter Anruf, Hamburg 1951 (unter dem Namen J. J. van Johst)
- Der Würger von Husum, Frankfurt/Main 1951 (unter dem Namen Kai Berg)
- Der Herrscher, Frankfurt am Main 1952 (unter dem Namen John B. King)
- Die Mißbrauchten, Frankfurt a. M. 1952 (unter dem Namen Will Turek)
- Der Pfeifer, Frankfurt am Main [u. a.] (unter den Namen K. H. Berndt-Guben und Berndt-Guben)
  - 1. Liebe, Rum und Pulverfaß, 1952
  - 2. Korsaren, Knuten, Kapitäne
  - 3. Diebe, Dolche, Diamanten
  - 4. Musketen, Mädchen, Menschenhändler
  - 5. Bengali, Bambus, Brahmanen
  - 6. Soldaten, Strolche, Spießgesellen, 1952
  - 7. Kanonen, Knüppel, Konkurrenten, 1952
  - 8. Sümpfe, Steine, Sklavenhändler
  - 9. Säufer, Satan, Sansibar
  - 10. Dukaten, Degen, Denunzianten, 1953
  - 11. Berge, Bären, Biberjäger
  - 12. Flüche, Flammen, Flintenschüsse
  - 13. Räuber, Rancher, Revolverschützen
  - 14. Freunde, Feuer, Fährtensucher
  - 15. Marina, Morenos, Marodeure
  - 16. Piraten, Prügel, Pulverdampf
  - 17. Peseten, Pest, Piratentreue
  - 18. Rebellen, Ratten, Raubgesellen, 1953
  - 19. Tyrannen, Teufel, Trinidad
  - 20. Alarm, Agenten, Afrika
  - 21. Taue, Terror, Totengräber, 1954
  - 22. Hölle, Helden, Harakiri
  - 23. Himmel, Hölle, Heldentod, 1954
- Präriemord, Frankfurt am Main 1952 (unter dem Namen John B. King)
- Manitoba, Frankfurt/Main [u. a.] 1953 (unter dem Namen Berndt-Guben)
- Daß die Knochen krachten!, Frankfurt am Main [u. a.] 1954 (unter dem Namen Berny Gubane)
- Kapitän des Präsidenten, Frankfurt/Main [u. a.] (unter dem Namen Berndt Guben)
  - 1. Kapitän Thomas, 1954
  - 2. Die Spionin, 1954
  - 3. Es lebe die Republik!, 1954
  - 4. Banditen, Schieber, Deserteure, 1954
- Wer zuletzt schießt, Menden, 1955 (unter dem Namen John Jersey)
- Duell im Zwielicht, Sinzig (Rhein), 1956 (unter dem Namen John B. King)
- Duell mit Blitzlicht, Düsseldorf 1956 (unter dem Namen Berny Gubane)
- Die Feuertaufe, Sinzig (Rhein) 1956 (unter dem Namen John B. King)
- Flammen über dem Colorado, Sinzig (Rhein) 1956 (unter dem Namen John B. King)
- Holliday und die Handschuhe, Düsseldorf 1956 (unter dem Namen Berny Gubane)
- Schwindel um 17 Ecken, Düsseldorf 1956 (unter dem Namen Berny Gubane)
- Der Tick der Mrs. Slaughter, Düsseldorf 1956 (unter dem Namen Berny Gubane)
- Ein Totenkopf geht um, Düsseldorf 1956 (unter dem Namen Berny Gubane)
- Vom Ruhm zerbrochen, Sinzig (Rhein) 1956 (unter dem Namen Berny Gubane)
- Abuse hat Pech, Düsseldorf 1957 (unter dem Namen Berny Gubane)
- Am Grab in den Bergen, Sinzig (Rhein)1957 (unter dem Namen John B. King)
- Beim Barte des Propheten, Rheydt 1957 (unter dem Namen Berndt Guben)
- Capulin steht kopf, Düsseldorf 1957 (unter dem Namen Berny Gubane)
- Du mußt sterben, Düsseldorf 1957 (unter dem Namen Berny Gubane)
- Der letzte Ausweg, Düsseldorf 1957 (unter dem Namen Berny Gubane)
- Lumpen unter sich, Sinzig (Rhein) 1957 (unter dem Namen John B. King)
- Die Mord-Trompete, Düsseldorf 1957 (unter dem Namen Berny Gubane)
- Tarnfirma Leman, Düsseldorf 1957 (unter dem Namen Berny Gubane)
- Der unheimliche Gang unter der Hazienda, Sinzig (Rhein) 1957 (unter dem Namen John B. King)
- Vereitelter Aufstand, Sinzig (Rhein) 1957 (unter dem Namen John B. King)
- Verhängnisvoller Brief, Düsseldorf 1957 (unter dem Namen Berny Gubane)
- Es begann in der Nacht, Düsseldorf 1958 (unter dem Namen H. von Bern)
- Louisiana-Rhapsodie, Düsseldorf 1958 (unter dem Namen Lentz de Barrinkh)
- Und wenn es wieder vor dir stünde…, Düsseldorf 1958 (unter dem Namen Carolus Heibe)
- Nacht über dem Mississippi, Düsseldorf 1959 (unter dem Namen Lentz de Barrinkh)
- Karibische Nächte, Düsseldorf 1960 (unter dem Namen Lentz de Barrinkh)
- Die Lady und der Spießer, Hemer-Sundwig 1964 (unter dem Namen Lentz de Barrinkh)
- Der Unheld oder Die Carmina Michaelis, Bad Godesberg 1966 (unter dem Namen Michel Pinscher) Hohwacht Verlag Lothar von Ballusek
- Orjana, Stern der Nackten, Frankfurt am Main 1971 (unter dem Namen Berndt Guben)
- Die Wiederkehr des Amadeus Abendroth, Itzehoe 1977
- Hitlerjunge Hasenkohl oder Die vom Jahrgang ’23, Düsseldorf 1980 (unter dem Namen Karl-Heinz Berndt Guben)
- Völlig unpolitische Gedichte, Bonn 1988 (unter dem Namen Berndt Guben)
- Schwarz, Rot und Gold. Biographie einer Fahne, Berlin [u. a.] 1991 (unter dem Namen Berndt Guben)